# Білка та Стрілка

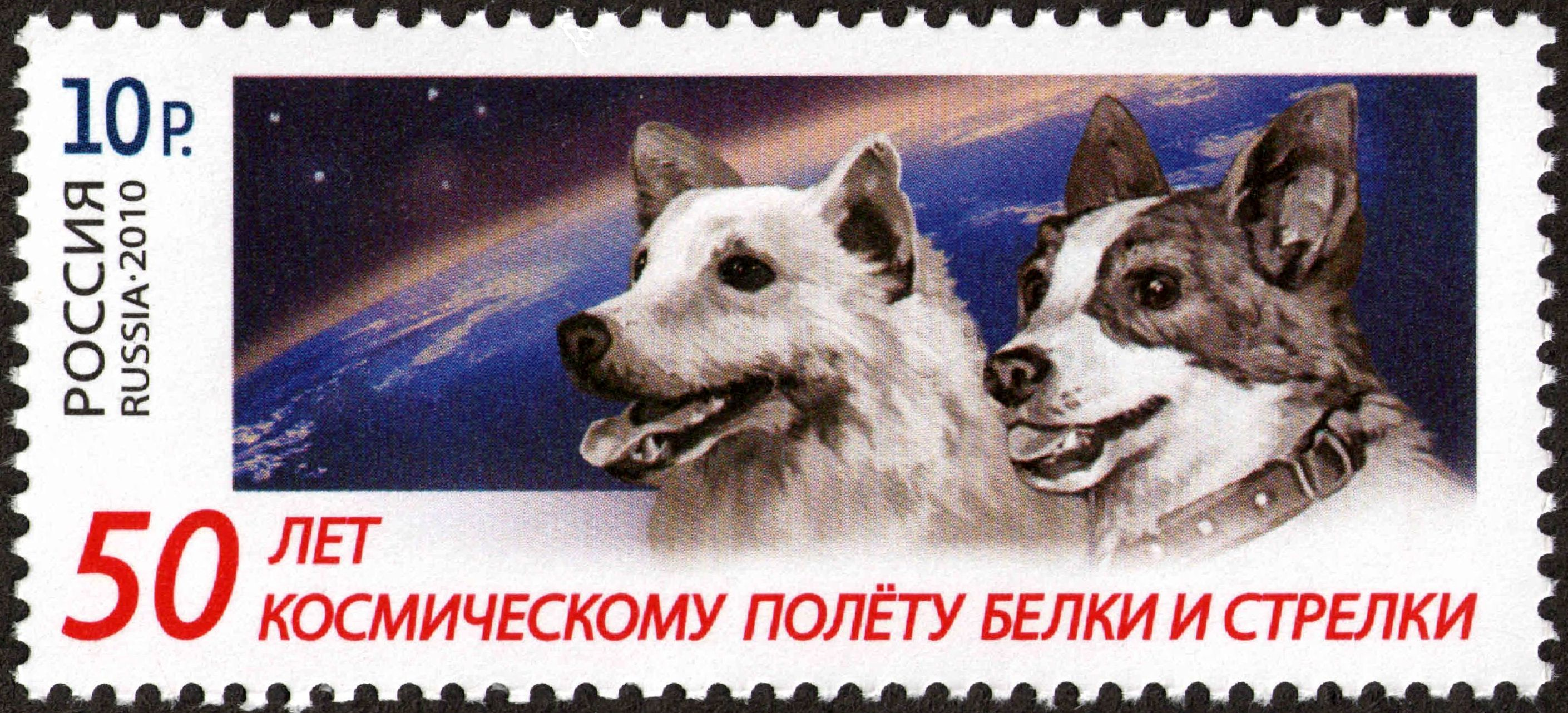
Білка та Стрілка на марці 2010 р.

Білка та Стрілка (рос. Белка и Стрелка) — двоє собак, яких Радянський Союз відправив в орбітальний космічний політ 19 серпня 1960 року і які, опісля 25 годин польоту, повернулися на Землю живими. Політ проходив на кораблі «Супутник-5» і відбувався в рамках серії запусків у космос кораблів-супутників з тваринами на борту. За час польоту корабель здійснив 17 повних витків навколо Землі. Крім двох собак на «Супутнику-5» також перебували миші, комахи, рослини, насіння та інші біологічні об'єкти.
Головною метою польоту було дослідження впливу на організм тварин і рослин таких факторів космічного польоту, як перевантаження, тривала невагомість, їх зміна, дія космічної радіації на тваринні і рослинні організми; а також відпрацювання технічних систем забезпечення життєдіяльності, безпеки польоту і безпечного повернення на Землю.
Білка та Стрілка були дублерами собак Чайки і Лисички, які загинули в катастрофі такого ж корабля при невдалому старті 28 липня 1960 року. Тоді на 19-й секунді польоту у ракети-носія зруйнувався бічний блок першого ступеня, в результаті чого вона впала і вибухнула.

## Підготовка до польоту
Сергій Корольов у 1957 році отримав завдання підготувати політ у космос собаки з можливістю її повернення. Попередній політ з Лайкою на борту повернення тварини не передбачав і вона загинула на орбіті. Для польоту в космос було відібрано 12 собак, яких готували до перебування в невеликих герметичних кабінах космічного корабля. Протягом кількох місяців їх привчали до тривалого перебування в замкнутому шумному просторі, прийому їжі з годівельних автоматів, носіння датчиків, костюмів і асенізаційного пристрою. Привчання тварин до тривалого перебування в кабіні малого об'єму виявилося найскладнішим. Спершу собак поміщали в металевий ящик, який за розмірами точно відповідав контейнеру супутника, а потім на тривалий час розміщували в макеті космічного корабля-супутника.
На заключному етапі тренувань тварини в повному оснащенні перебували в герметичній кабіні, де створювалися такі умови життєзабезпечення, як і в реальних польотах. Лікарі та лаборанти цілодобово чергували біля кабіни, занотовуючи стан тварин. Після заключних тренувань в герметичній кабіні, а також на вібростенді і центрифузі, виявилося, що Білка і Стрілка найстійкіші до факторів космічного польоту. Саме їх і відібрали для польоту на борту другого космічного корабля-супутника, запуск якого відбувся 19 серпня 1960. В ході польоту передбачалося проведення ряду медико-біологічних експериментів і здійснення програми наукових досліджень космічного простору.

## Перебіг польоту

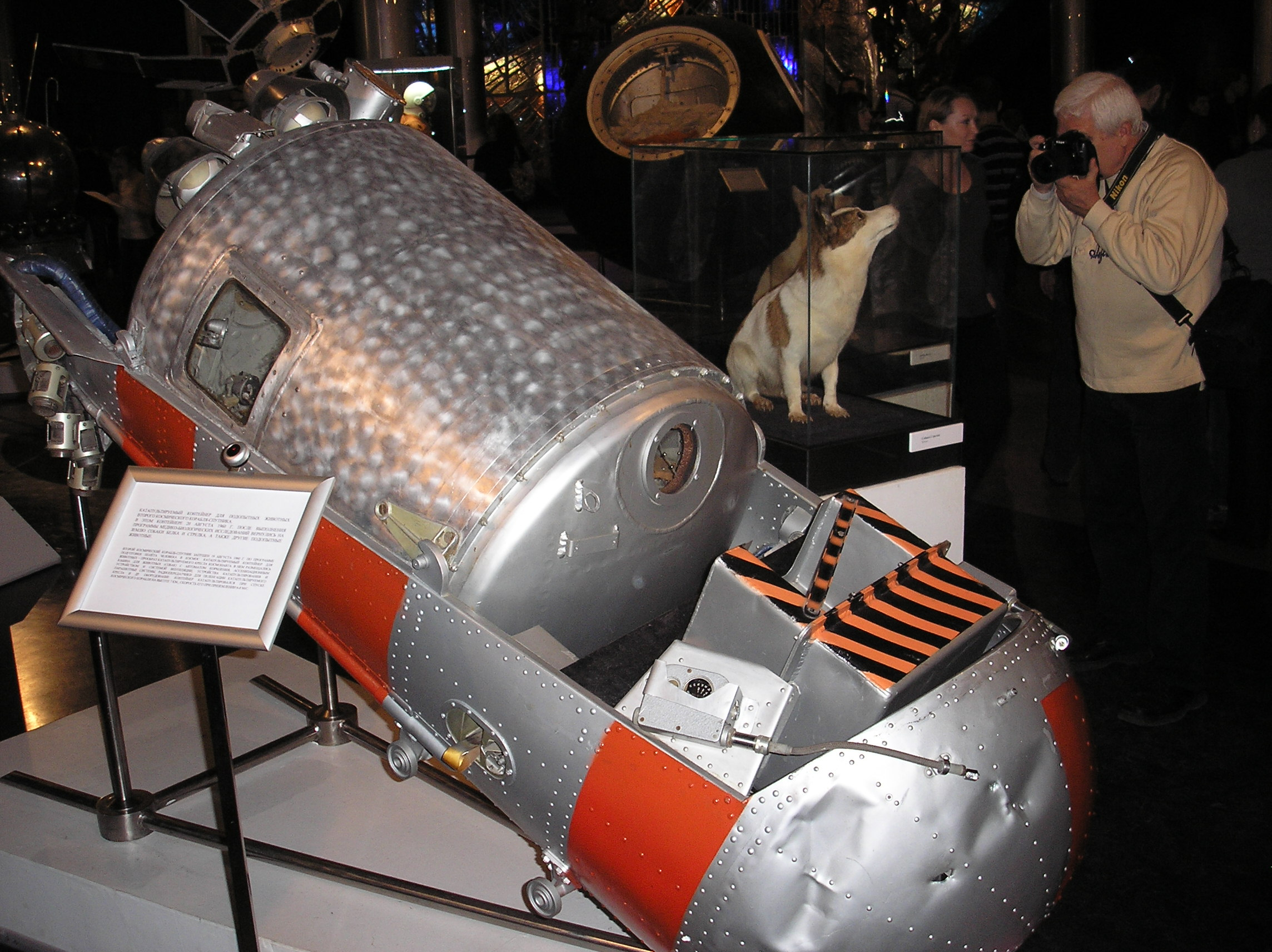
Капсула «Супутника-5»

Собаки Білка і Стрілка розташовувалися в контейнері з функцією катапультації. Він призначалися для відпрацювання системи повернення космонавта на Землю за допомогою парашута. В контейнері також перебували миші, комахи, рослини, насіння та інші біологічні об'єкти. Для вимірювання іонізуючої радіації в герметичній кабіні, а також на костюмах собак були встановлені спеціальні дозиметри. Газовий склад, вологість і температура повітря в кабіні корабля забезпечувалися системами регенерації кисню й терморегулювання.
Тиск, температура і вологість повітря в кабіні зберігалися в межах встановленої норми. Періодично проводилася очистка повітря кабіни. Система життєзабезпечення, встановлена в кабіні корабля-супутника, повністю забезпечувала нормальну життєдіяльність тварин і підтримувала нормальний мікроклімат. Їжу тварини отримували два рази на добу за допомогою годувального автомата. Для контролю за станом собак в польоті об'єднанням «Біофізприлад» був розроблений спеціальний комплект медичної дослідницької апаратури, що забезпечує реєстрацію фізіологічних функцій протягом усього польоту.
За допомогою телевізійної системи вперше велося систематичне спостереження за станом і поведінкою тварин всередині корабля-супутника. Зображення передавалися з борту, коли корабель-супутник перебував в зоні дії наземних приймальних пунктів, і реєструвалося на кіноплівку.
У польоті фіксувалися частота пульсу, дихання, артеріальний тиск (в сонних артеріях), електрокардіограми, фонокардіограмми (тони серця), рухова активність тварин і температура тіла. Координація руху собак вивчалася за допомогою телебачення і контактно-реостатних датчиків, що сприймали руху тварин і сигналізували про них по телеметрії.
Після виходу корабля-супутника на орбіту Білка та Стрілка спочатку «повисли» в кабіні, їхні лапи і голови були опущені. Поступово вони стали піднімати голови, рухати лапами і звикати до невагомості. Обидві собаки поводилися спокійно, але були періоди, коли їхня рухова активність помітно зростала. Надалі через різні часові інтервали (5 — 7,5 годин) поведінка тварин була спокійна, рухи ставали більш плавними та координованими. Тварини без особливих труднощів переміщалися до годувального автомата. Протягом усього польоту не було виявлено істотних порушень в координації їхніх рухів.
Обробка даних відбувалася за допомогою ЕОМ. Аналіз медичної інформації свідчив, що показники серцево-судинної системи змінювалися в межах нормальних фізіологічних коливань. Стан невагомості тривалістю до 24 год не здійснив істотного впливу на систему кровообігу. В Білки та Стрілки на 3 — 5-му витку польоту частота пульсу складала 60 — 70 ударів на хвилину. Артеріальний тиск в умовах невагомості знижувалося, але були періоди, коли дещо збільшувався. Максимальний артеріальний тиск на 2 — 5-му витку у Стрілки коливалося в межах 92 — 100 мм рт.ст., мінімальний дорівнювало 34 мм рт.ст. Дихання змінювалося, особливо під час підвищення рухової активності собак. До кінця впливу невагомості частота дихання була нижче необхідного рівня, зареєстрованого на Землі. Температура тіла практично не змінювалася протягом усього польоту. Коли відкрилася годівниця автомата, собаки з апетитом з'їли сніданок.
Протягом доби програма була виконана повністю. При спуску корабля-супутника з нього катапультувався контейнер з Білкою та Стрілкою та іншими біологічними об'єктами, який приземлився в заданому районі за 10 км від розрахункової точки вночі. Для пошуків було споряджено декілька загонів рятувально-пошукової служби.

## Результати польоту
Приземлення відбулося в степу, собак оглянули в світлі прожекторів і кишенькових ліхтариків. Стан Білки та Стрілки було оцінено як кращий, ніж очікувалося, їх навіть вигуляли в степу.
Наступні польоти з тваринами стали перевірками перед відправкою в космос людини. З 15 березня 1960 року по 25 березня 1961 року було запущено 5 кораблів-супутників, з них на 4 останніх мали тварин на борту. Вчені-медики на чолі з Володимиром Яздовським і Олегом Газенком отримали важливі відомості про зміни фізіологічних функцій і поведінки тварин під час орбітальних польотів.

## Подальша доля собак
Опісля космічного польоту, собаки жили у вольєрі Інституту авіаційної і космічної медицини, возились на різноманітні покази. Білка та Стрілка дожили до старості, а після смерті з них зробили опудала та виставили на загальний огляд у Меморіальному музеї космонавтики в Москві.